# 戟唇叠鞘兰
戟唇叠鞘兰（学名：Chamaegastrodia vaginata），为兰科叠鞘兰属下的一个植物种。